# Clive Tanner
Pour les articles homonymes, voir Tanner.
Clive Tanner, né le 7 janvier 1934 à Londres en Angleterre et mort le 9 septembre 2022, est un homme politique canadien. Il a été député au Conseil territorial du Yukon (en) et à l'Assemblée législative de la Colombie-Britannique.

## Biographie
Clive Tanner est né dans le quartier londonien d'Edmonton en Angleterre le 7 janvier 1934.
De 1970 à 1974, il a été membre du Conseil territorial du Yukon (en) pour la circonscription de Whitehorse-Nord (en). Il a également été ministre de la Santé. Après que le territoire du Yukon eut introduit les élections partisanes à la nouvelle Assemblée législative du Yukon en 1977, Clive Tanner s'est présenté comme candidat avec le Parti libéral du Yukon dans la circonscription de Whitehorse-Porter-Creek-Ouest lors des élections générales yukonnaises de 1978 (en), mais il ne fut pas élu.
Par la suite, il déménagea à Sidney en Colombie-Britannique où il fut propriétaire de librairies ainsi qu'à Victoria. Il fut un candidat lors de la course à la chefferie du Parti libéral de la Colombie-Britannique en 1987, mais il se retira de la course.
De 1991 à 1996, il fut député à l'Assemblée législative de la Colombie-Britannique pour la circonscription de Saanich North and the Islands avec le Parti libéral de la Colombie-Britannique.